# Astra 1N
Astra 1N ist ein kommerzieller Kommunikationssatellit der luxemburgischen Firma SES Astra.

## Missionsverlauf
Er wurde am 6. August 2011 um 22:54 Uhr mit einer Ariane-5-Trägerrakete vom Centre Spatial Guyanais zusammen mit BSat 3C in eine geostationäre Umlaufbahn gebracht. Dies war der 203. Start einer Ariane-Rakete, der 59. einer Ariane 5 und der 32. der ECA-Version. Der Start war zunächst für den 1. Juli 2011 geplant, musste aber wegen eines vereisten und daraufhin ausgetauschten Ventils im System für den flüssigen Wasserstoff und darauf noch einmal kurz wegen schlechten Wetters verschoben werden.

## Missionsdaten
Der dreiachsenstabilisierte Satellit ist mit 55 Ku-Band-Transpondern ausgerüstet und soll von der Position 19,2° Ost aus Deutschland, Frankreich und Spanien mit Fernsehprogrammen versorgen. Zuvor wird er als Ersatz für Astra 2D auf 28,2° Ost fungieren, bis Astra 2F seinen Platz ab Winter 2012 übernehmen kann. Dafür verfügt er über drei ausfahrbare Antennen mit einem Durchmesser von bis zu 2,6 m und eine steuerbare Top-Floor-Antenne mit 1,3 m Durchmesser. Er wurde auf Basis des Satellitenbus Eurostar E3000 der Astrium gebaut und besitzt eine geplante Lebensdauer von 15 Jahren. Der Satellit wurde am 15. Juli 2008 bei Astrium bestellt.
Viele britische Fernsehsender, darunter auch die BBC, sind seit dem 24. Februar 2012 unter Freesat (markengeschützter Name für Programmpakete von BBC und ITV) über diesen Satelliten frei zu empfangen.
Bis zum 24. Februar 2012 wurden die Programme über den am Ende seiner Lebensdauer angelangten Satelliten Astra 2D verbreitet.

## Empfang
Der Satellit kann in ganz Europa bis auf Skandinavien empfangen werden.
Die Übertragung erfolgt im Ku-Band.
Der Satellit hat 29 Transponder. Der Satellit übernimmt die Aufgaben von den Satelliten Astra 1L und auch 1M.